# Авдал, Аминэ
Аминэ Авдал (15 октября 1906 — 22 сентября 1964) — курдский писатель из семьи курдов-езидов.

## Биография
Родился в 1906 году в селе Яманчаир (ныне Турция) в крестьянской семье. В 1919 году осиротел и воспитывался в детских домах в Александрополе и Карсе. С 1923 года жил в Тифлисе, где учился на рабфаке. С 1926 года работал школьным учителем. Потом поступил на филологический факультет Ереванского университета, который окончил в 1936 году. Занимался научной деятельностью.
Аминэ Авдал является автором сборника детских стихов «Весна» («Вьһар»); сборников «Курдские народные сказки» (вышел на армянском языке), «Стихи и поэмы» (на курдском), «Первая весна» (на армянском); поэмы «Три брата» («Се бьра»). Его перу также принадлежит ряд трудов по этнографии: «Курдская женщина в патриархальной семье…», «Обычай кровной мести у курдов и ликвидация его пережитков в условиях Советской власти», «Курды в Советской Армении», «Быт курдов Закавказья». Участвовал в написании учебников и грамматик курдского языка.